# کاخ سلطنتی لا گرانخا

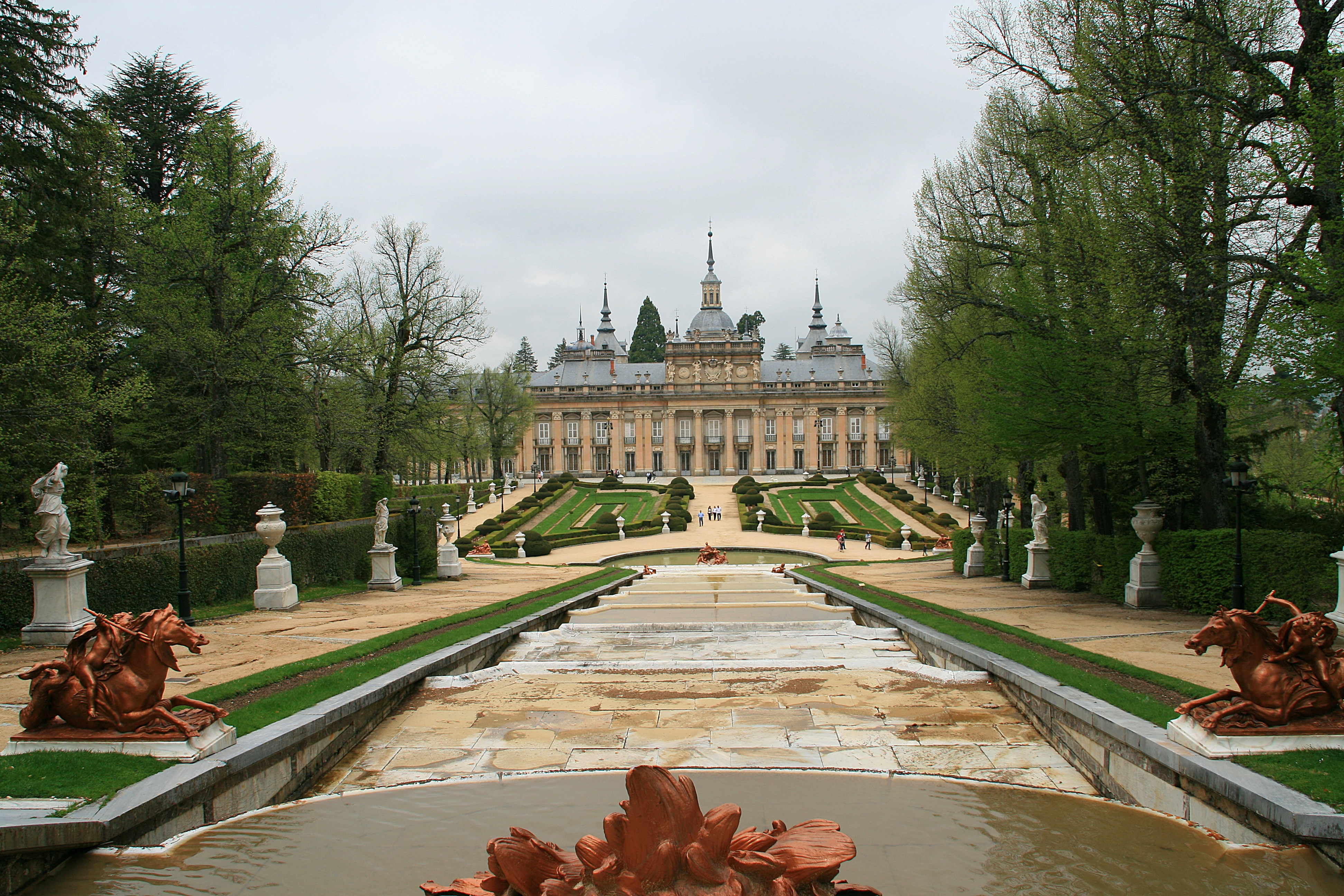
کاخ سلطنتی لا گرانخا

کاخ سلطنتی لا گرانخا (به اسپانیایی: Palacio Real de La Granja de San Ildefonso) یک کاخ سلطنتی در سگوبیا است که در ۸۰ کیلومتری شمال مادرید واقع شده است. این کاخ در قرن ۱۸ میلادی ساخته شده است.